# Săceni
Săceni est une commune du județ de Teleorman en Roumanie.